# Associazione Sportiva Gubbio 1910 2002-2003
Questa pagina raccoglie le informazioni riguardanti l'Associazione Sportiva Gubbio 1910 nelle competizioni ufficiali della stagione 2002-2003.

## Rosa
| N. |                    | Ruolo | Calciatore            |
| -- | ------------------ | ----- | --------------------- |
|    | Italia (bandiera)  | A     | Enrico Bartolini      |
|    | Francia (bandiera) | C     | Matthieu Bochu        |
|    | Italia (bandiera)  | D     | Gionata Bruni         |
|    | Italia (bandiera)  | A     | Giovanni Cipolla      |
|    | Italia (bandiera)  | A     | Claudio Clementi      |
|    | Italia (bandiera)  | D     | Salvatore D'Alterio   |
|    | Italia (bandiera)  | D     | Maurizio De Pasquale  |
|    | Italia (bandiera)  | P     | Fabio Fabbri          |
|    | Italia (bandiera)  | D     | Nicola Fumai          |
|    | Italia (bandiera)  | D     | Alessandro Giacometti |
|    | Italia (bandiera)  | C     | Massimiliano Lazzoni  |

| N. |                   | Ruolo | Calciatore           |
| -- | ----------------- | ----- | -------------------- |
|    | Italia (bandiera) | A     | Diego Marinelli      |
|    | Italia (bandiera) | D     | Fausto Mattioli      |
|    | Italia (bandiera) | A     | Emanuele Matzuzzi    |
|    | Italia (bandiera) | D     | Diego Nanni          |
|    | Italia (bandiera) | C     | Andrea Orocini       |
|    | Italia (bandiera) | C     | Gianluca Panisson    |
|    | Italia (bandiera) | A     | Riccardo Ramazzotti  |
|    | Italia (bandiera) | D     | Antonio Rizzo        |
|    | Italia (bandiera) | C     | Alessandro Sandreani |
|    | Italia (bandiera) | C     | Moreno Zebi          |